# 実原登
実原 登（じつはら のぼる）は日本のアニメーター、アニメーション演出家。

## 主な参加作品

### テレビアニメ
- キテレツ大百科 (アニメ)（1988年、動画）
- つるピカハゲ丸くん（1988年、動画）
- それいけ!アンパンマン（1988年 - 、動画）
- ゲンジ通信あげだま（1991年 - 1992年、動画）
- 伝説の勇者ダ・ガーン（1992年 - 1993年、原画）
- 勇者特急マイトガイン（1993年 - 1994年、原画）
- 勇者警察ジェイデッカー（1994年 - 1995年、原画）
- 美少女戦士セーラームーンS（1994年 - 1995年、動画）
- 魔法騎士レイアース（1994年 - 1995年、原画）
- 獣戦士ガルキーバ（1995年、原画）
- スレイヤーズNEXT（1996年、原画）
- B'T-X（1996年、原画）
- 機動戦艦ナデシコ（1996年 - 1997年、原画）
- 勇者指令ダグオン（1996年 - 1997年、原画）
- こちら葛飾区亀有公園前派出所（1996年 - 2004年、原画）
- るろうに剣心 -明治剣客浪漫譚-（1996年 - 1998年、原画）
- セイバーマリオネットJ（1996年 - 1997年、原画）
- ポケットモンスター（1997年 - 2002年、原画）
- 烈火の炎（1997年 - 1998年、原画）
- VIRUS ‐VIRUS BUSTER SERGE‐（1997年、原画）
- どっきりドクター（1998年 - 1999年、原画）
- セイバーマリオネットJ to X（1999年、原画）
- 天使になるもんっ!（1999年、作画監督・原画・オープニングアニメーション）
- 鋼鉄天使くるみ（1999年 - 2000年、原画）
- 魔術士オーフェン Revenge（1999年 - 2000年、原画）
- OH!スーパーミルクチャン（2000年、原画）
- グラビテーション（2000年、原画）
- STRANGE DAWN（2000年、原画）
- HAND MAID メイ（2000年、原画）
- ヴァンドレッド（2000年、原画）
- 学校の怪談（2000年 - 2001年、原画・オープニング原画）
- 無敵王トライゼノン（2000年 - 2001年、原画）
- 機動天使エンジェリックレイヤー（2001年、オープニング原画）
- ギャラクシーエンジェル（2001年、作画監督）
- 鋼鉄天使くるみ2式（2001年、原画）
- シスター・プリンセス（2001年、オープニング作画監督）
- スクライド（2001年、オープニング原画）
- サイボーグ009 THE CYBORG SOLDIER（2001年 - 2002年、原画）
- 超GALS!寿蘭（2001年 - 2002年、作画監督）
- あずまんが大王 THE ANIMATION（2002年、オープニング原画）
- ギャラクシーエンジェルZ（2002年、作画監督）
- 東京アンダーグラウンド（2002年、作画監督）
- 東京ミュウミュウ（2002年 - 2003年、作画監督）
- 出撃!マシンロボレスキュー（2003年、作画監督）
- 超ロボット生命体トランスフォーマー マイクロン伝説（2003年、原画）
- マリア様がみてる（2004年、作画監督）
- 陰陽大戦記（2004年 - 2005年、作画監督・オープニング原画）
- 舞-HiME（2004年 - 2005年、キャラクター作画監督）
- BLEACH（2004年 - 、原画）
- ああっ女神さまっTVシリーズ第一期（2005年、原画）
- IZUMO -猛き剣の閃記-（2005年、絵コンテ）
- ぱにぽにだっしゅ!（2005年、作画監督・作画監督協力・原画）
- ToHeart2（2005年 - 2006年、作画監督）
- ウィッチブレイド（2006年、作画監督）
- プレイボール2nd（2006年、作画監督）
- LEMON ANGEL PROJECT（2006年、絵コンテ・演出）
- ネギま!?（2006年 - 2007年、総作画監督・各話作画監督・作画監督協力・原画・オープニング原画）
- ひだまりスケッチ（2007年、原画）
- 獣装機攻ダンクーガノヴァ（2007年、作画監督）
- ハヤテのごとく!（2007年、作画監督・10話ゲストキャラデザイン・原画・エンディング原画）
- 魔法少女リリカルなのはStrikerS（2007年、原画）
- 風のスティグマ（2007年、作監協力）
- さよなら絶望先生（2007年、作画監督・原画）
- PRISM ARK（2007年、作画監督）
- 俗・さよなら絶望先生（2008年、絵コンテ・作画監督）
- ひだまりスケッチ×365（2008年、作画監督・原画）
- まりあ†ほりっく（2009年、原画）
- 夏のあらし!（2009年、プロップデザイン・作画監督協力）
- 夏のあらし! 〜春夏冬中〜（2009年、作画監督・原画）
- ひだまりスケッチ☆☆☆（2010年、作画監督・原画）
- ダンス イン ザ ヴァンパイアバンド（2010年、原画）
- 荒川アンダー ザ ブリッジ（2010年、作画監督協力）
- HEROMAN（2010年、作画監督・原画）
- それでも町は廻っている（2010年、作画監督・原画）
- 魔法少女まどか☆マギカ（2011年、作画監督）
- まりあ†ほりっく あらいぶ（2011年、プロップデザイン・作画監督・作画監督協力・原画）
- TIGER & BUNNY（2011年、OP2原画）
- ギルティクラウン（2011年、原画）
- 戦姫絶唱シンフォギア（2012年、作画監督・作画監督協力・原画）
- パパのいうことを聞きなさい!（2012年、作画監督協力）
- 咲-Saki- 阿知賀編 episode of side-A（2012年、作画監督・原画）
- うぽって!!（2012年、原画）
- 人類は衰退しました（2012年、作画監督補）
- だから僕は、Hができない。（2012年、作画監督）
- 輪廻のラグランジェ season2（2012年、作画監督）
- この中に1人、妹がいる!（2012年、原画
- 武装神姫（2012年、作画監督・作画監督補佐・原画）
- 好きっていいなよ。（2012年、作画監督補佐）
- 超速変形ジャイロゼッター（2013年、原画）
- 新世界より（2013年、作画監督）
- D.C.III 〜ダ・カーポIII〜（2013年、作画監督・原画）
- THE UNLIMITED 兵部京介（2013年、作画監督）
- 這いよれ! ニャル子さんW（2013年、作画監督補佐）
- DEVIL SURVIVOR 2 the ANIMATION（2013年、作画監督）
- 宇宙戦艦ヤマト2199（2013年、キャラクター作画監督協力）
- ゆゆ式（2013年、作画監督・原画）
- ロウきゅーぶ!SS（2013年、原画）
- きんいろモザイク（2013年、原画）
- ワルキューレ ロマンツェ（2013年、作画監督）
- 東京レイヴンズ（2013年、作画監督・原画）
- IS 〈インフィニット・ストラトス〉2（2013年、作画監督）
- 咲-Saki- 全国編（2014年、原画）
- ブラック・ブレット（2014年、総作画監督・作画監督・原画）
- ログ・ホライズン 第2シリーズ（2014年、総作画監督）
- 蒼穹のファフナー EXODUS（2015年、絵コンテ・キャラクター作画監督・原画）
- アイカツスターズ!（2016年、作画監督・原画）
- ろんぐらいだぁす!（2016年、作画監督）
- レガリア The Three Sacred Stars（2016年、作画監督）
- プリンセス・プリンシパル（2017年、美術設定協力・原図作画監督[注釈 1]・作画監督[注釈 2]）[1]
- ISLAND（2018年、作画監督）
- ダイヤのA actII（2020年、作画監督）
- シャドウバース（2020年、作画監督）[2]
- ルパン三世 PART6（2021年 - 、第二原画）
- 英雄教室（2023年、作画監督）

### OVA
- アイドルプロジェクト（1995年 - 1997年、原画）
- 神秘の世界エルハザード2（1997年、原画）
- B'T X NEO（1997年 - 1998年、原画）
- またまたセイバーマリオネットJ（1998年、原画）
- フォトン（1999年、原画）
- リフレインブルー（2000年、原画）
- 椿色のプリジオーネ（2002年/18禁、作画監督）
- 大悪司シリーズ（2003年 - 2005年/18禁、絵コンテ・作画監督）
- MAID iN HEAVEN SuperS（2005年/18禁、原画）
- 今日の5の2Vol.1（2006年、絵コンテ）
- ネギま!?春版（2006年、衣装デザイン）
- ネギま!?夏版（2006年、絵コンテ・作画監督）
- 魔法先生ネギま! 〜白き翼 ALA ALBA〜（2008年、キャラクターデザイン・総作画監督・作画監督・原画）
- 魔法先生ネギま! 〜もうひとつの世界〜（2009年、キャラクターデザイン・総作画監督・作画監督・OP原画・絵コンテ）
- かってに改蔵（2011年、作画監督）
- ブラッククローバー（2017年、キャラクターデザイン）

### 劇場アニメ
- それいけ!アンパンマン とべ! とべ! ちびごん（1991年、動画）
- 走れメロス（1992年、動画）
- ザ☆ドラえもんズ ドキドキ機関車大爆走!（2000年、原画）
- ドラミ&ドラえもんズ 宇宙ランド危機イッパツ!（2001年、原画）
- シックス・エンジェルズ（2002年、作画監督）
- 劇場版 魔法先生ネギま! ANIME FINAL（2011年、キャラクターデザイン・総作画監督・原画[3]）
- 劇場版 TIGER & BUNNY -The Beginning-（2012年、作画監督・原画）
- ガールズ&パンツァー 劇場版（2015年、作画監督）

### ゲーム
- 新世紀エヴァンゲリオン 2nd Impression（1997年、原画）
- バックガイナー（1998年、イベントアニメーション原画）